# 台中野球場
教育部体育署台中野球場（繁体字：教育部體育署台中棒球場）は中華民国台湾台中市北区にある野球場。プロ野球の興農ブルズが本拠地としていた。施設は台湾体育大学構内にあり、台湾唯一の国立野球場である。一般に台中野球場、台湾体院野球場と呼ばれる。

## 概要
台中野球場は日本統治時代の1935年（昭和10年）に開場、その後何度かの改修を経て国際基準を満たす球場となった。
1969年2月には、日本の読売ジャイアンツが春季キャンプを行った。
1973年から1974年には、日本の太平洋クラブライオンズが春季キャンプを行った。
1998年（民国87年）以前は所有者が台湾省であったので、台湾省立野球場（臺灣省立棒球場）と呼ばれていた。1998年12月20日より行政院体育委員会に移管され、現在の名称に改められた。管理運営は台湾体育大学が行っている。
1998年から2004年まで興農ブルズは球場の修繕費用の一部を負担しており、内野グラウンドにも天然芝が張られ、台湾では最初の内外野天然芝の球場となった。本来興農ブルズは台中市に対し台中球場の管理許可を要求していたが、台中市には管理権はなく許可することは出来なかったため、管理許可要求を取り消し修繕に協力することとなったのである。
2006年に改修されるまではグラウンドが狭く、外野フェンスもまた低かった。両翼310ft、中堅360ftしかなく、「最多本塁打球場」、「打者の天国」、「投手の墓場」などと呼ばれていた。